# フアン・サンタナ
フアン・ダニエル・サンタナ（Juan Daniel Santana、1994年8月16日 - ）は、ドミニカ共和国出身のプロ野球選手（内野手）。右投右打。現在は、フロンティアリーグのサセックスカウンティ・マイナーズ所属。愛称はネネ（スペイン語で赤ん坊を意味する）。

## 経歴

### プロ入りとアストロズ傘下時代
2010年12月13日、アマチュアFAでヒューストン・アストロズとマイナー契約を結んだ。
2011年は、傘下ルーキー級DSLアストロズで68試合に出場し、打率.274、3本塁打、28打点の成績を残した。
2012年は、傘下ルーキー級GCLアストロズで56試合に出場し、打率.268、0本塁打、24打点の成績を残した。

2013年は、傘下ルーキー級グリーンビル・アストロズで60試合に出場し、打率.234、4本塁打、30打点の成績を残した。
2014年は、傘下ショートシーズンA級トリシティ・バレーキャッツと傘下ルーキー級グリーンビルの2球団で合計47試合に出場し、打率.302、2本塁打、26打点の成績を残したが、オフの10月31日に自由契約となった。

### 広島時代
2015年からカープアカデミーに所属し、2018年9月に広島東洋カープの練習生として来日。
2019年には春季キャンプに参加し、同年3月14日に育成選手契約したことが発表された。背番号は146。7月29日には契約金1,100万円、年俸880万円の6年契約で支配下選手契約が締結された。背番号は99。8月20日の東京ヤクルトスワローズ戦で一軍デビューし、13試合に出場したが、11月5日に契約年数を残しながら翌年の契約を結ばないと発表された。

### 広島退団後
2020年3月17日に、ベースボール・チャレンジ・リーグ（ルートインBCリーグ）の埼玉武蔵ヒートベアーズに入団することが発表されたが、公式戦開幕前の4月3日に退団が発表された。
2021年6月22日に、メキシカンリーグのモンクローバ・スティーラーズに入団したが、3試合に出場して10打数1安打という成績に終わり、25日に解雇された。
2022年1月に北米独立リーグ・フロンティアリーグのトリシティ・バレーキャッツと契約。7月2日に交換トレードで同リーグのトロワリヴィエール・エーグルスに移籍。この年は2球団合計で81試合に出場し、打率.298、13本、53打点の成績を残した。オフの12月12日に退団した。
2023年からは、フロンティアリーグのサセックスカウンティ・マイナーズでプレーしている。

## プレースタイル
サードを中心にショート、セカンド、ファーストを守ることが出来る内野のユーティリティープレイヤー。
打撃は少し背中を屈めたフォームで広角にライナー性の打球を飛ばす。

## 詳細情報

### 年度別打撃成績
| 年 度     | 球 団     | 試 合 | 打 席 | 打 数 | 得 点 | 安 打 | 二 塁 打 | 三 塁 打 | 本 塁 打 | 塁 打 | 打 点 | 盗 塁 | 盗 塁 死 | 犠 打 | 犠 飛 | 四 球 | 敬 遠 | 死 球 | 三 振 | 併 殺 打 | 打 率 | 出 塁 率 | 長 打 率 | O P S |
| --------- | --------- | ----- | ----- | ----- | ----- | ----- | -------- | -------- | -------- | ----- | ----- | ----- | -------- | ----- | ----- | ----- | ----- | ----- | ----- | -------- | ----- | -------- | -------- | ----- |
| 2019      | 広島      | 13    | 34    | 33    | 1     | 6     | 0        | 0        | 0        | 6     | 5     | 0     | 0        | 0     | 0     | 1     | 0     | 0     | 5     | 2        | .182  | .206     | .182     | .388  |
| 通算：1年 | 通算：1年 | 13    | 34    | 33    | 1     | 6     | 0        | 0        | 0        | 6     | 5     | 0     | 0        | 0     | 0     | 1     | 0     | 0     | 5     | 2        | .182  | .206     | .182     | .388  |

- 2019年度シーズン終了時

### 年度別守備成績
| 年 度 | 球 団 | 一塁  | 一塁  | 一塁  | 一塁  | 一塁  | 一塁     | 二塁  | 二塁  | 二塁  | 二塁  | 二塁  | 二塁     |
| 年 度 | 球 団 | 試 合 | 刺 殺 | 補 殺 | 失 策 | 併 殺 | 守 備 率 | 試 合 | 刺 殺 | 補 殺 | 失 策 | 併 殺 | 守 備 率 |
| ----- | ----- | ----- | ----- | ----- | ----- | ----- | -------- | ----- | ----- | ----- | ----- | ----- | -------- |
| 2019  | 広島  | 9     | 46    | 6     | 0     | 3     | 1.000    | 4     | 4     | 9     | 2     | 1     | .867     |
| 通算  | 通算  | 9     | 46    | 6     | 0     | 3     | 1.000    | 4     | 4     | 9     | 2     | 1     | .867     |

- 2019年度シーズン終了時

### 記録
- 初出場・初先発出場：2019年8月20日、対東京ヤクルトスワローズ18回戦（MAZDA Zoom-Zoomスタジアム広島）、7番・一塁手で先発出場
- 初打席：同上、2回裏に高橋奎二から遊ゴロ併殺打
- 初安打・初打点：同上、4回裏に高橋奎二から中前適時安打

### 背番号
- 146（2019年 - 同年7月28日）
- 99（2019年7月29日 - 同年終了）
- 50（2020年）